# Rhagio annulatus
Rhagio annulatus är en tvåvingeart som först beskrevs av De Geer 1776. Rhagio annulatus ingår i släktet Rhagio och familjen snäppflugor.